# De brevitate vitae

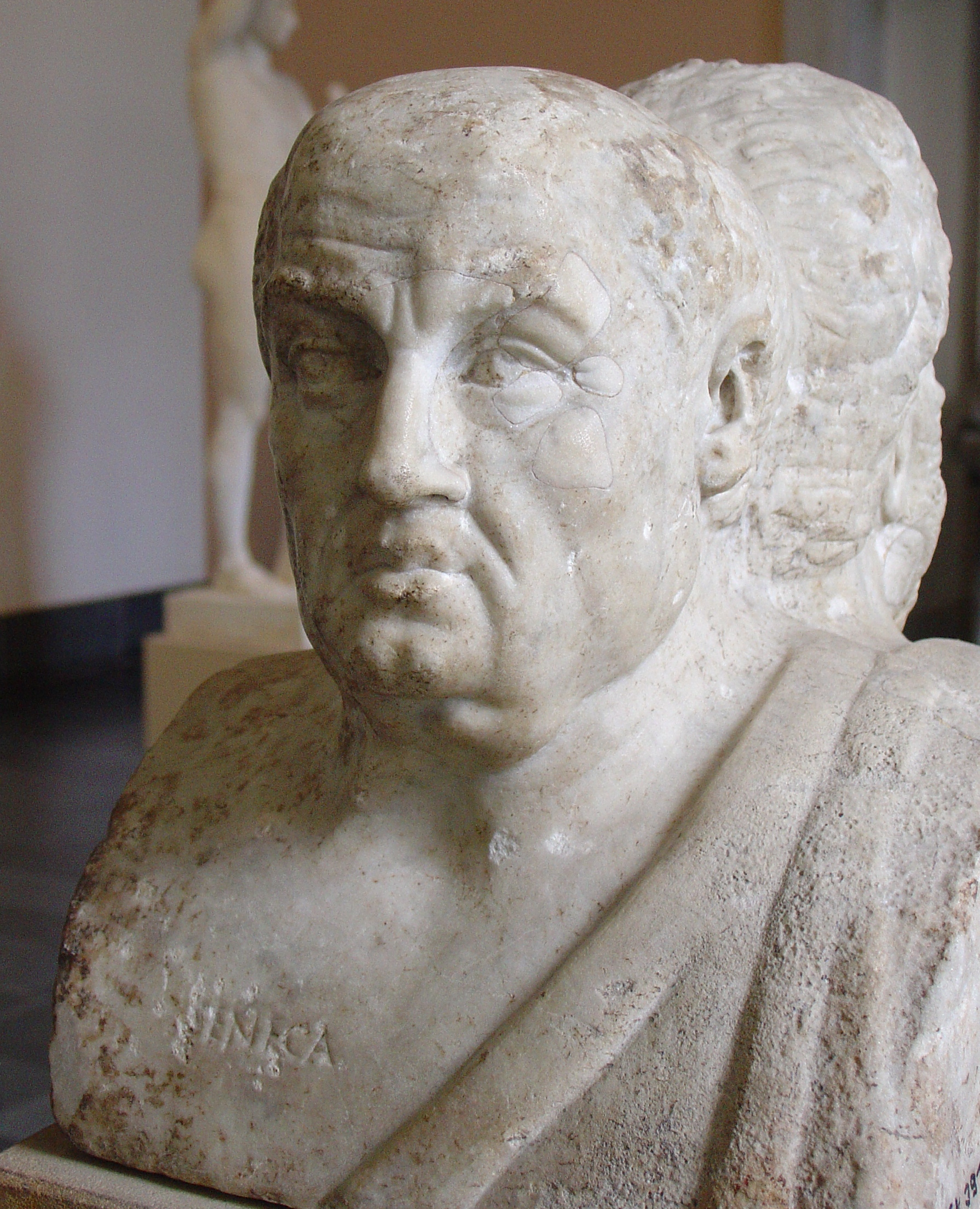
Busto de Seneca (Antikensammlung Berlin / Coleção de Antiguidades de Berlim, a maior coleção de artes clássicas do mundo, atualmente mantida no Altes Museum e no Museu de Pérgamo na cidade de Berlim.)

De Brevitate Vitae (frequentemente traduzido do latim ao português como Sobre a brevidade da vida) é um ensaio moral composto por Sêneca (Sêneca, o Jovem), um filósofo estoico da Roma antiga, a seu amigo (e possivelmente cunhado) Paulino.
Neste escrito o filósofo levanta vários princípios estoicos sobre a natureza do tempo, como por exemplo, que os seres humanos despendem muito de seu tempo perseguindo objetivos sem valor ou sentido.
Segundo suas palavras, a natureza concede o tempo necessário a cada indivíduo para que ele/ela possa realizar o que realmente é importante na vida, portanto exigindo que cada ser humano organize bem o seu tempo.
“A vida, se você souber usá-la, é longa”
O estudo da filosofia geralmente é o melhor uso do tempo, segundo Seneca.

## A obra
A obra é dirigida a um homem chamado Paulinus - provavelmente Pompeius Paulinus, um cavaleiro de Arelate - e é datada geralmente de cerca de 49 DC. Fica claro nos capítulos 18 e 19 do De Brevitate Vitae que Paulino era praefectus annonae, o oficial que supervisionava o abastecimento de grãos de Roma e era, portanto, um homem importante. Ele provavelmente era um parente próximo da esposa de Sêneca, Pompeia Paulina, e muito plausivelmente seu pai. Ele também é considerado o pai de outro Pompeius Paulinus, que ocupou altos cargos públicos sob Nero ( Pliny , Nat. Hist. xxxiii. 143; Tacitus , Annals, xiii. 53. 2; xv. 18. 4).
Quanto à data de composição, deve ter sido posterior à morte de Calígula (41 dC), que Sêneca menciona em §18.5. Além disso, existem dois períodos conhecidos em que Paulino poderia ter servido como praefectus annonae , 48–55 e 62–71 dC, e os estudiosos preferem o período anterior. Uma data de 49 dC foi previamente sugerida porque Sêneca escreve em §13.8 "que Sila foi o último dos romanos que estendeu o pomerium " (a fronteira de Roma ). Como Cláudio estendeu isso em 49/50 dC, teria sido escrito antes disso. No entanto , Miriam Griffinargumentou que Sêneca está citando um pedante que afirma que a prorrogação de Cláudio foi ilegal, o que significaria que Sêneca estava escrevendo depois dessa data. Griffin sugeriu que Sêneca escreveu De Brevitate Vitae como uma desculpa para Paulino se aposentar no início de 55 DC.

## Conteúdo
No capítulo 1, Sêneca contesta a reclamação de que a vida é muito curta com a visão de que a vida é longa o suficiente se for bem administrada. Os capítulos 2 a 9 examinam as muitas maneiras pelas quais a vida é desperdiçada e o tempo desperdiçado por aquelas pessoas ( ocupati ) ocupadas em atividades inúteis. Os capítulos 10 a 17 contrastam a abordagem filosófica do lazer ( otium ) com a abordagem ilusória do comum. Isso culmina nos capítulos 18 a 20, mostrando a emancipação do sábio, que pode voar acima da vida de outros atolados em preocupações sem fim.

### Tópicos
Após a introdução (§1), Sêneca revisa (§2–3) as distrações que tornam a vida curta e explica que as pessoas são grandes desperdiçadoras de tempo. Ele então oferece (§4–6) três exemplos de romanos famosos (Augusto, Cícero e Lívio Druso) que, de diversas formas, foram vítimas da vida ocupada. Ele explica (§7–8) que os ocupados não sabem como viver ou ter consciência e que perdem tempo porque não sabem o seu valor. Deve-se viver intencionalmente o momento (§9), porque amanhã será tarde demais. Em contraste (§10), as vidas dos ocupados parecem tão curtas para eles porque eles estão restritos ao presente fugaz e relembram o passado com dor. Eles se agarram desesperadamente à vida (§11) porque não viveram, ao contrário dos sábios, que estão sempre prontos para deixar a vida para trás. Os ocupados incluem aqueles que vivem no lazer e no luxo (§12), e Sêneca explica (§13) que mesmo aqueles que se dedicam à erudição estão perdendo seu tempo se seus esforços forem direcionados sem fim. Assim, (§14–15) somente aqueles que dedicam seu tempo adequadamente vivem verdadeiramente, tornando-se igual às grandes mentes do passado, permitindo que a mente do sábio transcendesse o tempo, como um deus. Os ocupados, por outro lado, (§16-17) são vítimas de humores inquietos e contraditórios, e suas alegrias e prazeres são amargos com a sensação de precariedade. Finalmente (§18-19) Sêneca exorta Paulino a abandonar as ocupações públicas e adotar a vida contemplativa dos sábios, livre das paixões. Isso é contrastado (§20) com o sofrimento dos ocupados: eles morrem sem nunca terem vivido.

## Temas
No tratado, Sêneca argumenta que perdemos tanto tempo porque não o valorizamos adequadamente. Nós nos esforçamos muito para proteger outros objetos de valor, como dinheiro e propriedades, mas, como o tempo parece intangível, permitimos que outros o ocupem e tirem tempo de nós. As pessoas sábias, por outro lado, entendem que o tempo é o mais valioso de todos os recursos e, com esforço, podem se libertar do controle externo para se envolver em uma introspecção significativa e criar uma vida intencional.
Sêneca exorta seus leitores a viverem no presente e se adaptarem a uma vida com propósito de acordo com a natureza. Somente fazendo isso, pode-se realmente desbloquear o passado e o futuro. A completude de cada momento presente permite que a consciência de alguém se expanda para igualar a do universo e alcance a verdadeira virtude e felicidade. 
As declarações que exortam Paulino a se aposentar da vida pública contrastam notavelmente com o conselho de Sêneca em seu De Tranquillitate Animi (a seu amigo Annaeus Serenus) para procurar empregos públicos a fim de tornar a vida atraente.  No entanto, em seu tratado relacionado, De Otio , Sêneca afirma que não há inconsistência e que se pode servir à comunidade maior em um ou em ambos os papéis.